# О’Нил, Хью Бой
Хью Бой О’Нил (ирл. Aed Buide Ó Néill, англ. Hugh Boy O'Neill) (? — 1283) — последний король Айлеха из клана Кенел нЭогайн, предок линии клана О’Нила из Кландебойя в средневековой Ирландии. Король Тирона (Тир Эогайна) в 1260—1261, 1263—1283 годах.
Сын Доннелла О’Нила, он унаследовал трон Айлеха после смерти Брайана О’Нила в битве при Дауне в 1260 году. Его имя на английском языке переводится как «Желтый Хью» из-за цвета его волос, что дает начало английскому псевдониму «Хью Желтый, Хью Рыжий и Хью Блондин».

## Карьера
В 1259 году Хью О’Нил вместе с Доннеллом О’Доннеллом, королем Тирконнелла (1258—1281), возглавил экспедицию в Тирон, где королем был двоюродный брат его отца Брайан О’Нил (1238—1260). Они выжгли королевство, прежде чем вступить в Айргиаллу и захватить заложников везде, где они были.
Он стал королем Тирона в 1260 году после смерти Брайана в битве при Дауне, однако его брат Нил Куланах оспорил это право и занял королевский трон в 1261 году, удерживая его до тех пор, пока Хью Бой не изгнал его оттуда в 1263 году.
Хью Бой О’Нил был назначен хранителем границ графства Ольстер, за что и получил жалованье. Около 1263 года Хью Бой О’Нил женился на Элеоноре, дочери Майлза де Ангуло и кузине Уолтера де Бурга, 1-го графа Ольстера. Он также был близким другом хранителя королевских земель в Северном Антриме, Генри де Мандевиля.
В 1263 году Хью Бой О’Нил вновь изгнал Нила Куланаха и убил его главного союзника Доннслейба Маккоуэлла. На следующий год ему удалось захватить власть над Мак-Магонами Айргиаллы.
В 1265 году Хью Бой О’Нил сопровождал Уолтера де Бурга в экспедиции на Тирконнелл. В документе от 2 октября 1269 года О’Нил признал де Бурга своим сюзереном, от которого он унаследовал свой титул. В ответ О’Нил получил помощь де Бурга против своих соперников О’Нила и О’Доннелла. Было оговорено, что если Хью Бой О’Нил нарушит соглашение, то он может быть лишен королевской власти с предоставлением её или продажи кому-то другому.
В начале 1270-х годов Хью Бой О’Нил вместе с некоторыми из его заместителей, включая О’Кахана, упоминается в титрах за то, что он сопровождал в некоторых экспедициях юстициария Ирландии Джеймса де Одли. Примерно в это же время в графстве возникла бы вражда между семейством де Мандевиллей и сенешалем Ольстера Уильямом ФицУорином. Хью Бой О’Нил встал на сторону сэра Генри и сэра Роберта де Мандевиллей и, как известно, в 1273 году вместе со своими вассалами из клана О’Кахан сжег пять городов, прежде чем Уильям ФицУорин разгромил их. Нил Куланах, ныне король Инишоуэна (суб-королевство в составе Тирона) увидел возможность после этого и предложил свою помощь королю Англии Эдуарду I Плантагенету, чтобы уничтожить Хью О’Нила и утверждал, что у него есть некоторая защита от властей в Дублине. Однако позже в том же году Хью Бой О’Нил получил снисходительное прощение за свою роль в междоусобице, хотя она продолжалась до 1276 года, когда Мандевили потерпели поражение.
В битве при Дезерткрите в 1281 году войска Хью Боя О’Нила вместе с войсками нового сенешаля Ольстера Томаса де Мандевиля нанесли решительное поражение и убили Доннелла О’Доннелла и многих его подчиненных, что значительно ослабило мощь его соперников из Тирконнелла (Кенел Конайлла).

## Смерть и преемственность
Хью Бой О’Нил правил до своей смерти в 1283 году, когда он был убит Брайаном Мак-Магоном из Айргиаллы и Джиллой Исой О’Рейли. Хью О’Нилу наследовал Доннелл О’Нил (? — 1325), сын Брайана О’Нила, погибшего в битве при Дауне. Его сын Брайан (? — 1295) при поддержке Ричарда Ога де Бурга, 2-го графа Ольстера, заменит Доннелла О’Нила на посту короля Тирона в 1291 году.